# Nonantola
Nonantola (Nunântla en dialecte modénois) est une commune italienne de la province de Modène dans la région Émilie-Romagne en Italie.

## Géographie

### Localisation
La commune de Nonantola est située à une altitude variant de 21 à 35 mètres, sur une zone de la plaine du Pô à forte tendance alluvionnaire, dans le bassin hydrographique du fleuve Panaro qui, avec de nombreuses ramifications, baigne la partie ouest de la commune.

Nonantola, à 11 km au nord-est de Modène, est reliée à celle-ci par la route SS255 qui continue à l’est vers San Giovanni in Persiceto (BO) à 13 km. La route provinciale SP14 relie la commune de Camposanto à 15 km au nord et à 7 km au sud rejoint la via Emilia et, 3 km plus loin, le raccordement de Modène-sud de l’autoroute du soleil A1 Milan-Bologne.

La commune avoisine la province de Bologne.
 
Les grandes villes voisines de Nonantola et leur éloignement respectif sont :
- Bologne, 32 km ;
- Milan, 170 km ;
- Turin, 268 km ;
- Florence, 103 km ;
- Padoue, 105 km.

### Communes limitrophes
Bomporto (6 km), Castelfranco Emilia (9 km), Crevalcore (11 km), Modène, Ravarino (7 km), Sant'Agata Bolognese (8 km).

## Histoire

### Époque antique
Les premiers témoignages d’un centre habité sur le territoire de Nonantola remontent à l’âge du bronze (-1500 à –1000), par la découverte dans le hameau de Redù de traces de la civilisation dite terramare, qui ont permis de reconstruire l’histoire du village. Le nom de ce lieu se réfère à la terre sous le terme marna (marne), qui signifie grasse, riche d’humus (fouilles de 1786).

En 182 av. J.-C., la création sur ce territoire d'une colonie de novanta centurie (90 centuries) aurait déterminé le nom du pays. Le réseau routier et le tracé des fossés d’écoulement de la centiriation, encore bien visibles dans les campagnes, sont le témoignage de cette colonisation.

La période d’occupation étrusque, celtique et romaine a laissé d'intéressants témoins de leur passage, exposés aujourd’hui au musée archéologique de Modène : urne funéraire, objets divers (fibule de bronze, couteau, bracelet, clous, etc.), matériaux de construction en terre cuite, carrelage, amphore, etc. de fabrication romaine.

La présence romaine sur le territoire dure environ quatre siècles puis, à la chute de l’Empire romain, l’abandon de l’entretien des œuvres hydrauliques provoque l’envahissement des zones cultivables par les alluvions et des marais insalubres.

### Moyen Âge
Anselme, duc du Frioul, et les frères bénédictins rendent de nouveau habitable cette terre qui leur est confiée en 751 par Aistolf, roi des Lombards.

Le centre de Nonantola conserve de nombreuses traces de son passé médiéval, parmi lesquelles les deux tours dites dei modenesi et dei bolognesi et l’église de San Michele Arcangelo du IXe siècle.

Le monument le plus emblématique de Nonantola est l’abbaye Saint-Sylvestre, édifice roman érigé à partir du VIIIe siècle.

### Résistance contre l'holocauste
Lors de la Seconde Guerre mondiale, Nonantola est un centre de résistance pendant toute la période d’occupation allemande. Un épisode notoire est celui de la Villa Emma dans laquelle est hébergé puis mis en sécurité un groupe d’une centaine de jeunes orphelins juifs d’origine allemande.
Ces enfants, arrivés des Balkans en juillet 1942 sur initiative de la DELASEM (Délégation Assistance Émigrants), sont hébergés légalement pendant une année dans la localité.
Le 8 septembre 1943, l’occupation allemande envenime la situation et oblige à la dispersion des enfants dans divers monastères et familles en moins de 36 heures ; puis, par petits groupes, les enfants sont convoyés en Suisse grâce à de fausses identités grâce à l’aide et à l’organisation du docteur Giuseppe Moreali et des ecclésiastiques don Arrigo Beccari et don Ennio Tardini. Ces deux derniers sont arrêtés et incarcérés pour leur interrogatoire.
Le 28 février 1964, le Dr Giuseppe Moreali et don Arrigo Beccari sont déclarés Juste parmi les nations par l’institut Yad Vashem de Jérusalem.

## Personnalités liées à Nonantola
- Arrigo Beccari, religieux, juste parmi les Nations.
- Mario Finzi, magistrat, pianiste et ex-membre de la DELASEM.
- Fausto Guerzoni, acteur.
- Giambattista Lolli, joueur d’échecs.
- Giuseppe Moreali, médecin, juste parmi les Nations.
- Mauro Reggiani, peintre.
- Ennio Tardini, religieux.

## Administration
| Période                                  | Période  | Identité           | Étiquette     | Qualité |
| ---------------------------------------- | -------- | ------------------ | ------------- | ------- |
| depuis juin 2009                         | En cours | Pier Paolo Borsari | centre-gauche |         |
| Les données manquantes sont à compléter. |          |                    |               |         |

### Hameaux
La Grande, Casette, Bagazzano, Rubbiara, Redù, Via Larga.

## Population

### Évolution de la population en janvier de chaque année
| 1861  | 1901  | 1921  | 1951   | 1961   | 1971  | 1981   | 1991   | 2001   |
| ----- | ----- | ----- | ------ | ------ | ----- | ------ | ------ | ------ |
| 5 563 | 6 515 | 8 920 | 11 004 | 10 012 | 9 126 | 10 347 | 10 998 | 12 530 |

| 2011   | - | - | - | - | - | - | - | - |
| ------ | - | - | - | - | - | - | - | - |
| 15 489 | - | - | - | - | - | - | - | - |

### Ethnies et minorités étrangères
Selon les données de l’Institut national de statistique (ISTAT) au 1er janvier 2012, la population étrangère résidente et déclarée était de 1 600 personnes, soit 10,3 % de la population résidente.
Les nationalités majoritairement représentatives étaient :
| Pos. | Pays     | Population |
| ---- | -------- | ---------- |
| 1    | Maroc    | 323        |
| 2    | Ghana    | 275        |
| 3    | Tunisie  | 152        |
| 4    | Ukraine  | 139        |
| 5    | Roumanie | 95         |
| 6    | Albanie  | 91         |
| 7    | Turquie  | 90         |
| 8    | Nigeria  | 75         |
| 9    | Moldavie | 50         |
| 10   | Inde     | 45         |

## Jumelage
- Les Mureaux (France)
- Olesa de Montserrat (Espagne)

## Note
1. ↑  (it) Popolazione residente e bilancio demografico sur le site de l'ISTAT.
2. ↑  déportation: les Justes italiens, Giuseppe Moreali et don Arrigo Beccari
3. ↑  Population étrangère déclarée

## Sources
- (it) Cet article est partiellement ou en totalité issu de l’article de Wikipédia en italien intitulé « Nonantola » (voir la liste des auteurs) le 08/11/2012.